# Selzthal
Selzthal est une commune autrichienne du district de Liezen en Styrie.